# Weltberühmt in Österreich – 50 Jahre Austropop
Weltberühmt in Österreich – 50 Jahre Austropop war eine Dokumentarfilmreihe aus den Jahren 2006 bis 2008. Seit 2011 werden neue Folgen der Reihe produziert.

## Hintergrund
Im Jahr 1971 erschien der erste kommerziell erfolgreiche Austropop-Song Da Hofa. 2006 wurde zu dem Anlass der 35. Geburtstag des Hofers gefeiert. Grob gesehen geht die Austropop-Geschichte weiter zurück in die 1950er Jahre/Nachkriegszeit mit Pirron & Knapp oder Hans Moser und vor allem Anton Karas, der zu seiner Zeit Nummer 1 der amerikanischen Charts mit Harry Lime Theme war.

### Dokumentation
Die Dokumentation zeigt die Geschichten des Austropops und definiert den Begriff mit Fragen wie Was ist Austropop? oder Wie weit geht Austropop?.
Produziert wurde die Dokumentation von DoRo.

### Episoden
1. Staffel (2006)
1. Was ist Austropop (u. a. mit Beiträgen über Pirron und Knapp oder Hans Moser)
2. Der Urknall des Austropop (u. a. Marianne Mendt, Wolfgang Ambros, Rainhard Fendrich, Georg Danzer)
3. Gibt es weiblichen Austropop? (u. a. Maria Bill, Stefanie Werger, Christina Stürmer, SheSays)
4. Unterhaltung mit Haltung (u. a. Minisex, Falco, Erste Allgemeine Verunsicherung)
5. Weltberühmt in der Welt (u. a. Falco, DJ Ötzi, Bilgeri, Supermax, Enigma)
6. Die Zukunft des Austropop (u. a. André Heller, Hallucination Company, Global Kryner, Luttenberger*Klug)

2. Staffel (2007–2008)
7. Die Szenen der Szene (u. a. Stereoface; über die Szenen der Bundesländer sowie ihr Verhältnis zu Wien)
8. Wem gehört die Rockmusik?
 Wem gehört der Austropop?
9. Sex, Drugs & Austropop (u. a. Klaus Prünster, Heinrich Walcher, Alkbottle inkl. Porträt über Hansi Dujmic)
10. Der Austropop hat keine Chance – nutzen wir sie!
3. Staffel (2011)
11. Die Wachablöse?

## Ausstrahlung & Preise
Ende 2006 wurden die ersten 6 Folgen im Rahmen der Donnerstag Nacht auf ORF 1 das erste Mal ausgestrahlt. Von Oktober bis Dezember 2007 wiederholte der ORF die Ausstrahlung der Reihe (diesmal in der orf.music.night) mit zwei neuen Folgen der zweiten Staffel. Den letzten Teil der zweiten Staffel zeigte der ORF im Mai 2008. Am 7. Juli 2011 zeigt der ORF eine neue Folge der dritten Staffel, die 2011 produziert wurde.
2008 wurde der Fernsehreihe die Romy als beste Fernsehdokumentation verliehen.

## DVDs
Bisher sind 10 DVDs und zwei DVD-Boxen mit je einer Zusatz-DVD erschienen. Auf diesen DVDs befinden sich sowohl die Dokumentationen, als auch Bonusmaterial wie Interviews und Videos.